# Nuuk
Nuuk (phát âm tiếng Greenland: [nuːk]; tiếng Đan Mạch: Godthåb) là thủ đô và là thành phố lớn nhất của Greenland. Đây là nơi đặt trụ sở chính phủ và là trung tâm văn hóa và kinh tế. Những thành phố lớn có khoảng cách gần nhất với Nuuk là Iqaluit và St. John's tại Canada, và Reykjavík tại Iceland. Khoảng gần một phần ba dân số Greenland sống tại đây. Nuuk cũng là thủ phủ của khu tự trị Sermersooq. Tính đến tháng 1 năm 2019, nó có dân số 17.984 người,.
Thành phố được thành lập vào năm 1728 bởi thống đốc Dano-Na Uy Claus Paarss khi ông tái định cư Thuộc địa Hy vọng trước đó của Hans Egede (Haabets Koloni) và được đặt tên là Godthåb ("Hy vọng tốt"). Thành phố chính thức áp dụng tên hiện tại vào năm 1979, mặc dù tên "Godthåb" vẫn được sử dụng trong tiếng Đan Mạch. Nuuk trong phương ngữ Kalaallisut có nghĩa là "mũi đất". Nó được đặt tên như vậy do vị trí chóp cuối trên vịnh hẹp Nuup Kangerlua bên bờ tây của biển Labrador. Ở vĩ độ 64°10' Bắc, Nuuk là thủ phủ nằm xa nhất về phía bắc của thế giới.

## Lịch sử

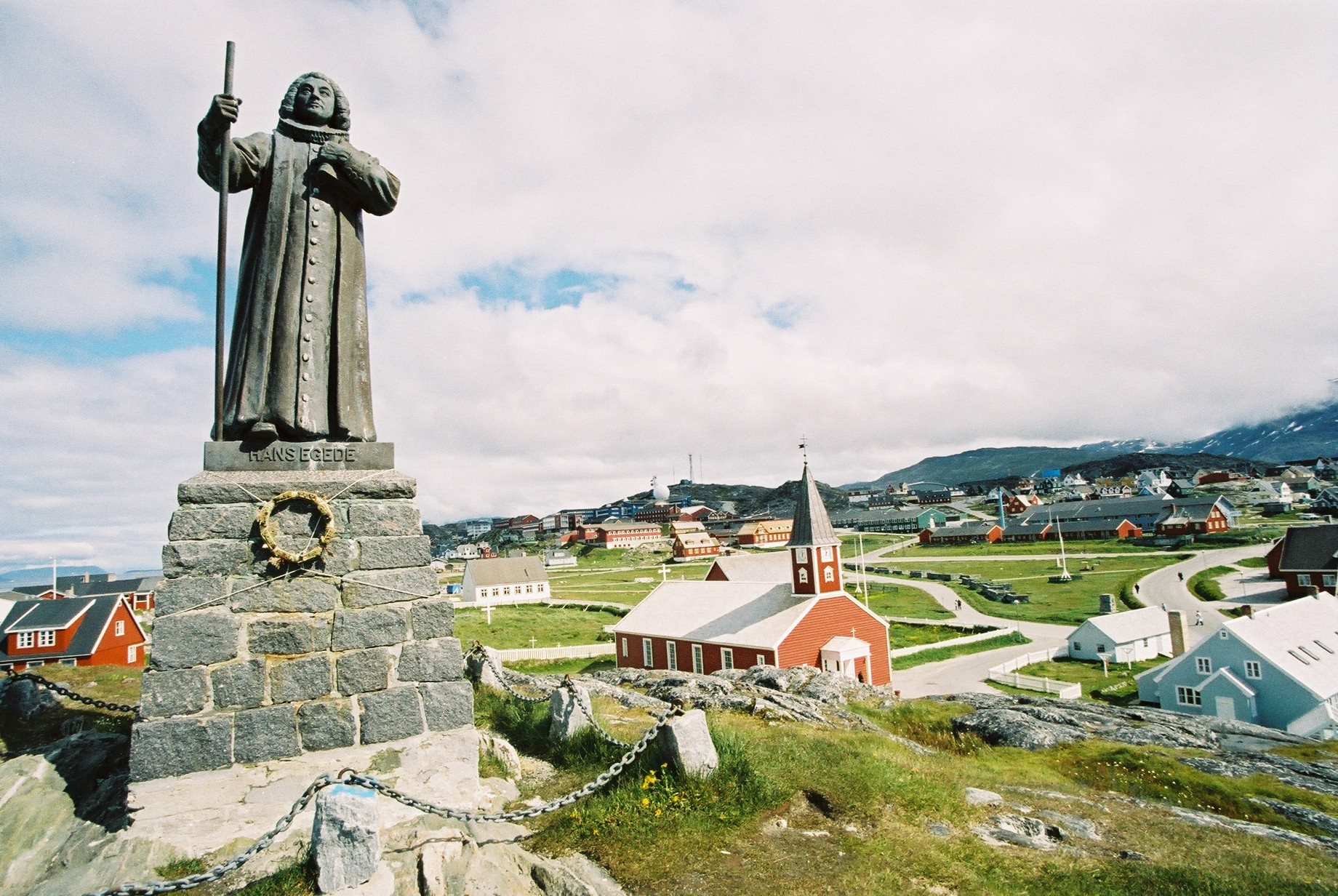
Tượng đài Hans Egede

Nuuk có một lịch sử lâu dài và các cư dân khác biệt. Ban đầu là những người Inuit thời văn hóa Saqqaq, khoảng 2.000 năm trước Công nguyên. Sau đó là các người Viking trong thế kỷ thứ 10 sau Công nguyên, ngay sau đó là người Inuit. Hai sắc dân Viking và Inuit sống chung với nhau khoảng năm 1.000 sau CN, tới khoảng năm 1500 thì đột nhiên cư dân hầu như biến mất gần hết, có lẽ do sự biến đổi khí hậu.
Thành phố Nuuk được mục sư Na Uy gốc Đan Mạch Hans Egede thiết lập năn 1721 sau khi ông ta từ đảo Hy Vọng tới đây tìm kiếm những người châu Âu theo yêu cầu của vua Đan Mạch (nhưng chỉ thấy những người Inuit). Thành phố được thành lập như một pháo đài tên là Godt-Haab vào năm 1728 bởi thống đốc hoàng gia Claus Paarss. Ngay từ năm đầu - theo yêu cầu của Hans Egede - vua Frederik IV của Đan Mạch đã gửi 3 tàu chở người và vật liệu tới để xây 1 pháo đài tại đây. Phần lớn những người này là tù nhân và gái điếm. Đa số những người này đã chết ngay từ năm đầu vì thời tiết khắc nghiệt và bị bệnh "scorbutus" (thiếu vitamin C gây chảy máu nội tạng) cùng các bệnh khác. Vào năm 1733 và 1734, một trận dịch đậu mùa đã giết chết hầu hết người dân bản địa cũng như vợ của Egede. Năm 1730, viên thống đốc và phần lớn cư dân rời bỏ nơi đây và năm 1736 chính mục sư Hans Egede cũng rời Greenland, để con trai Poul tiếp tục công việc của mình. Godthaab trở thành trụ sở của chính phủ cho thuộc địa Nam Greenland của Đan Mạch, trong khi Godhavn (Qeqertarsuaq hiện đại) là thủ đô của Bắc Greenland cho đến năm 1940 khi chính quyền được thống nhất ở Godthaab.
Sau đó các nhà truyền giáo thuộc Giáo hội Moravia tới đây; vào năm 1747, đã có đủ những người cải đạo để thúc đẩy việc xây dựng Nhà truyền giáo Moravian Brethren và thành lập chính thức nhiệm vụ với tên New Herrnhut (tiếng Đan Mạch: Nye-Hernhut). Điều này trở thành hạt nhân cho Nuuk ngày nay khi nhiều người Greenland từ bờ biển phía đông nam rời khỏi lãnh thổ của họ để sống tại trạm truyền giáo. Từ căn cứ này, các nhiệm vụ tiếp theo được thành lập tại Lichtenfels (1748), Lichtenau (1774), Friedrichsthal (1824), Umanak (1861), và Idlorpait (1864), trước khi chúng bị ngừng vào năm 1900 và được đưa vào Nhà thờ Lutheran của Đan Mạch. 

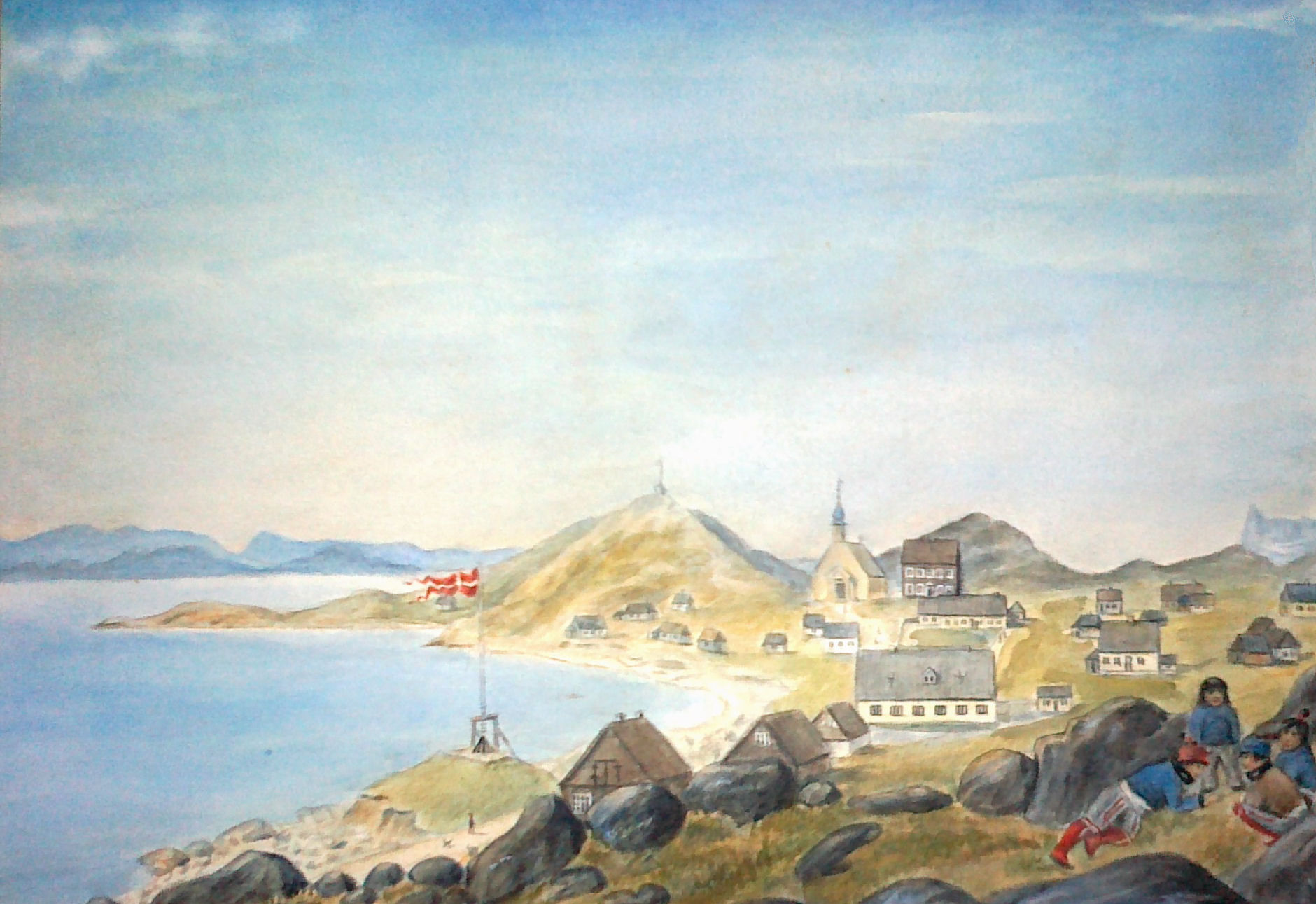
Nuuk năm 1878

Thập niên 1850 Nuuk và Greenland nói chung bị khủng hoảng lớn. Những người châu Âu mới tới mang theo các bệnh tật và một nền văn hóa trái ngược với văn hóa của cư dân ở đây. Nhiều người Greenland sống trong nghèo khổ. Năm 1853, Hinrich Johannes Rink đến Greenland và nhận thấy người Greenland đã mất phần lớn văn hóa và bản sắc của họ dưới ảnh hưởng của Đan Mạch. Để đáp lại, vào năm 1861, ông bắt đầu viết báo Atuagagdliutt, tờ báo đầu tiên của Greenland, với một người Greenland bản địa làm biên tập viên. Tờ báo có trụ sở tại Nuuk này sau đó trở nên có ý nghĩa đối với bản sắc Greenland.
Trong Thế chiến thứ hai Greenland lập Hội đồng quốc gia dưới sự lãnh đạo của Eske Brun tại Nuuk. Năm 1940, một Lãnh sự quán Hoa Kỳ và Canada được thành lập tại Nuuk. Theo quy định mới vào năm 1950, hai hội đồng hợp nhất thành một. Ít lâu sau Hội đồng này chia thành 2 phe, tới năm 1979 lại hợp nhất ở Nuuk. Từ ngày 1.5.1979 Greenland được quy chế tự trị. Từ ngày này Nuuk trở thành tên chính thức của thành phố. Chính phủ tư trị, Nghị viện, các cơ quan hành chính và các lãnh sự quán đặt tại Nuuk. Hiện nay hầu hết các trường, các cơ sở văn hóa của Greenland đều nằm ở Nuuk.
Thành phố bùng nổ trong những năm 1950 khi Đan Mạch bắt đầu hiện đại hóa Greenland. Như ở Greenland nói chung, Nuuk ngày nay có cả người Inuit và người Đan Mạch cư trú. Hơn một phần ba tổng dân số của Greenland sống ở khu vực Đại đô thị Nuuk. Nuuk cũng là trụ sở của Nuuk kommune (thị xã Nuuk) với diện tích khoảng 105.000 km². Từ tháng 1/2006 Nuuk hợp nhất với 4 kommune khác và bây giờ có diện tích 635.000 km², là thị xã có diện tích lớn nhất thế giới. Ngược lại, với số dân vừa trên 15.000 người, Nuuk là thành phố thủ phủ ít dân nhất.

## Địa lí
Nuuk nằm ở khoảng 64 ° 10′N 51 ° 44′W tại cửa sông Nuup Kangerlua (trước đây là sông Baal), cách bờ biển Labrador khoảng 10 km (6,2 mi) ở phía tây nam bờ biển Greenland, và khoảng 240 km (150 mi) về phía nam của Vòng Bắc Cực. Ban đầu, vịnh hẹp chảy về phía tây bắc, sau đó quay về phía tây nam ở 64 ° 43′N 50 ° 37′W, tách thành ba nhánh ở phía dưới, với ba hòn đảo lớn ở giữa hai cánh tay: Đảo Sermitsiaq, Đảo Qeqertarsuaq và Qoornuup Qeqertarsua. Vịnh hẹp mở rộng ra một vịnh rải rác với những đảo đá gần đó, mở ra biển Labrador ở khoảng 64 ° 03′N 51 ° 58′W. Một ngọn núi cách khoảng 20 km (12 mi) về phía đông bắc, đạt tới độ cao đến 1.210 m (3.970 ft), núi Sermitsiaq có thể được nhìn thấy từ hầu hết mọi nơi ở Nuuk. Ngọn núi đã đặt tên cho tờ báo Sermitsiaq trên toàn quốc. Gần hơn với thị trấn là các đỉnh Store Malene, 790 m (2.590 ft) và Lille Malene, 420 m (1.380 ft). Độ từ thiên tại Nuuk ở mức cực đoan.

## Thời tiết
Nuuk có khí hậu vùng lãnh nguyên chịu ảnh hưởng của đại dương (Köppen ET) với mùa đông lạnh, dài, có tuyết và mùa hè ngắn, mát mẻ. Vào ngày 22 tháng 12, thành phố chứng kiến thời gian ngày ngắn nhất và đêm dài nhất trong năm, mặt trời mọc lúc 10:30 sáng. và lặn lúc 2:20 chiều. Ngược lại, vào thời điểm ngày dài nhất và đêm ngắn nhất trong năm, 21 tháng 6, mặt trời mọc lúc 3:00 sáng. và không lặn cho đến 12:00 đêm. Nuuk có thể có nhiệt độ ôn hòa vào những dịp ngắn ngủi quanh năm, với mỗi tháng được ghi nhận 13 °C (55 °F) hoặc ấm hơn. Nhiệt độ trung bình hàng tháng dao động từ -7,5 °C (18,5 °F) đến 8 °C (46 °F), trong khi nhiệt độ cực hạn dao động từ −32,5 °C (26,5 °F) đến 26,3 °C (79,3 °F).
| Dữ liệu khí hậu của Nuuk (1961–1990)     | Dữ liệu khí hậu của Nuuk (1961–1990) | Dữ liệu khí hậu của Nuuk (1961–1990) | Dữ liệu khí hậu của Nuuk (1961–1990) | Dữ liệu khí hậu của Nuuk (1961–1990) | Dữ liệu khí hậu của Nuuk (1961–1990) | Dữ liệu khí hậu của Nuuk (1961–1990) | Dữ liệu khí hậu của Nuuk (1961–1990) | Dữ liệu khí hậu của Nuuk (1961–1990) | Dữ liệu khí hậu của Nuuk (1961–1990) | Dữ liệu khí hậu của Nuuk (1961–1990) | Dữ liệu khí hậu của Nuuk (1961–1990) | Dữ liệu khí hậu của Nuuk (1961–1990) | Dữ liệu khí hậu của Nuuk (1961–1990) |
| Tháng                                    | 1                                    | 2                                    | 3                                    | 4                                    | 5                                    | 6                                    | 7                                    | 8                                    | 9                                    | 10                                   | 11                                   | 12                                   | Năm                                  |
| ---------------------------------------- | ------------------------------------ | ------------------------------------ | ------------------------------------ | ------------------------------------ | ------------------------------------ | ------------------------------------ | ------------------------------------ | ------------------------------------ | ------------------------------------ | ------------------------------------ | ------------------------------------ | ------------------------------------ | ------------------------------------ |
| Cao kỉ lục °C (°F)                       | 13.5 (56.3)                          | 13.0 (55.4)                          | 11.5 (52.7)                          | 13.0 (55.4)                          | 16.0 (60.8)                          | 19.0 (66.2)                          | 20.0 (68.0)                          | 22.0 (71.6)                          | 20.0 (68.0)                          | 14.5 (58.1)                          | 13.9 (57.0)                          | 12.1 (53.8)                          | 22.0 (71.6)                          |
| Trung bình ngày tối đa °C (°F)           | −4.6 (23.7)                          | −4.7 (23.5)                          | −5.1 (22.8)                          | −1.2 (29.8)                          | 3.1 (37.6)                           | 7.0 (44.6)                           | 9.9 (49.8)                           | 9.3 (48.7)                           | 6.0 (42.8)                           | 1.4 (34.5)                           | −1.3 (29.7)                          | −3.5 (25.7)                          | 1.4 (34.5)                           |
| Trung bình ngày °C (°F)                  | −7.4 (18.7)                          | −7.8 (18.0)                          | −8.0 (17.6)                          | −3.8 (25.2)                          | 0.6 (33.1)                           | 3.9 (39.0)                           | 6.5 (43.7)                           | 6.1 (43.0)                           | 3.5 (38.3)                           | −0.7 (30.7)                          | −3.7 (25.3)                          | −6.2 (20.8)                          | −1.4 (29.5)                          |
| Tối thiểu trung bình ngày °C (°F)        | −10 (14)                             | −10.7 (12.7)                         | −10.7 (12.7)                         | −6.3 (20.7)                          | −1.7 (28.9)                          | 1.1 (34.0)                           | 3.5 (38.3)                           | 3.5 (38.3)                           | 1.4 (34.5)                           | −2.7 (27.1)                          | −5.8 (21.6)                          | −8.6 (16.5)                          | −3.9 (25.0)                          |
| Thấp kỉ lục °C (°F)                      | −29.5 (−21.1)                        | −28.5 (−19.3)                        | −27.3 (−17.1)                        | −19.6 (−3.3)                         | −13.4 (7.9)                          | −4.0 (24.8)                          | −2.6 (27.3)                          | −1.5 (29.3)                          | −5.2 (22.6)                          | −12.0 (10.4)                         | −17.0 (1.4)                          | −23.6 (−10.5)                        | −29.5 (−21.1)                        |
| Lượng Giáng thủy trung bình mm (inches)  | 40 (1.6)                             | 47 (1.9)                             | 49 (1.9)                             | 47 (1.9)                             | 55 (2.2)                             | 61 (2.4)                             | 86 (3.4)                             | 85 (3.3)                             | 89 (3.5)                             | 66 (2.6)                             | 73 (2.9)                             | 54 (2.1)                             | 752 (29.6)                           |
| Số ngày giáng thủy trung bình (≥ 0.1 mm) | 13.8                                 | 12.7                                 | 15.1                                 | 13.2                                 | 13.0                                 | 10.5                                 | 12.5                                 | 12.5                                 | 14.1                                 | 13.5                                 | 14.3                                 | 14.4                                 | 159.6                                |
| Số ngày tuyết rơi trung bình             | 13.6                                 | 12.1                                 | 14.5                                 | 11.4                                 | 9.4                                  | 2.8                                  | 0.1                                  | 0.2                                  | 4.3                                  | 9.8                                  | 12.7                                 | 13.8                                 | 104.7                                |
| Nguồn: Danish Meteorological Institute   |                                      |                                      |                                      |                                      |                                      |                                      |                                      |                                      |                                      |                                      |                                      |                                      |                                      |

## Nhân khẩu
Với 17.984 cư dân tính đến tháng 1 năm 2019, Nuuk là thị trấn lớn nhất ở Greenland. Dân số Nuuk đã tăng gấp đôi kể từ năm 1977, tăng hơn một phần ba kể từ năm 1990 và tăng gần 21% kể từ năm 2000. Ngoài những người sinh ra ở Greenland, dữ liệu từ năm 2015 cho thấy 3.636 được sinh ra bên ngoài quốc gia. Bị thu hút bởi cơ hội việc làm tốt với mức lương cao, người Đan Mạch đã tiếp tục định cư tại thị trấn. Ngày nay, Nuuk có tỷ lệ người Đan Mạch cao nhất trong bất kỳ thị trấn nào ở Greenland. Một nửa số người nhập cư của Greenland sống ở Nuuk, cũng chiếm một phần tư dân số bản địa của đất nước.

## Chính trị
Là thủ đô của Greenland, Nuuk là trung tâm hành chính của đất nước, là nơi có tất cả các tòa nhà và tổ chức chính phủ quan trọng. Các cơ quan khu vực công cũng là chủ nhân lớn nhất của thị trấn.
Tính đến tháng 12 năm 2015, thị trưởng của Nuuk là Asii Chemnitz Narup. Cô là thành viên của đảng Inuit Ataqatigiit.
Quốc hội tự chính phủ của Greenland, Inatsisartut, ở Nuuk. Nó có 31 ghế và các thành viên của nó được bầu theo biểu quyết phổ biến trên cơ sở đại diện theo tỷ lệ để phục vụ nhiệm kỳ bốn năm. Tất cả các đảng chính trị lớn của Greenland đều có trụ sở tại Nuuk, bao gồm Inuit Ataqatigiit, Siumut, Dân chủ, Atassut, Hiệp hội Ứng cử viên và Đảng Phụ nữ.

### KANUKOKA
KANUKOKA (tiếng Greenland: Kalaallit Nunaanni Kommunit Kattuffiat) có trụ sở tại Nuuk. Đây là một hiệp hội của các đô thị của Greenland, do Enok Sandgreen lãnh đạo. Mục đích của tổ chức là tạo điều kiện hợp tác giữa cả năm thành phố ở Greenland: Avannaata, Kujalleq, Qeqertalik, Qeqqata và Sermersooq. Tuy nhiên, với Sermersooq và Qeqertalik đều rút lui và Qeqqata bày tỏ nghi ngờ, KANUKOKA sẽ đóng cửa vào năm 2018. Tổ chức này điều hành cuộc bầu cử thành phố cứ bốn năm một lần, với cuộc bầu cử cuối cùng diễn ra vào năm 2012. Tất cả chính quyền thành phố ở Greenland đều là thành viên của tổ chức. Hiệp hội được giám sát bởi Maliina Abelsen, Bộ trưởng Bộ các vấn đề xã hội trong Chính phủ Greenland.

## Kinh tế và cơ sở hạ tầng

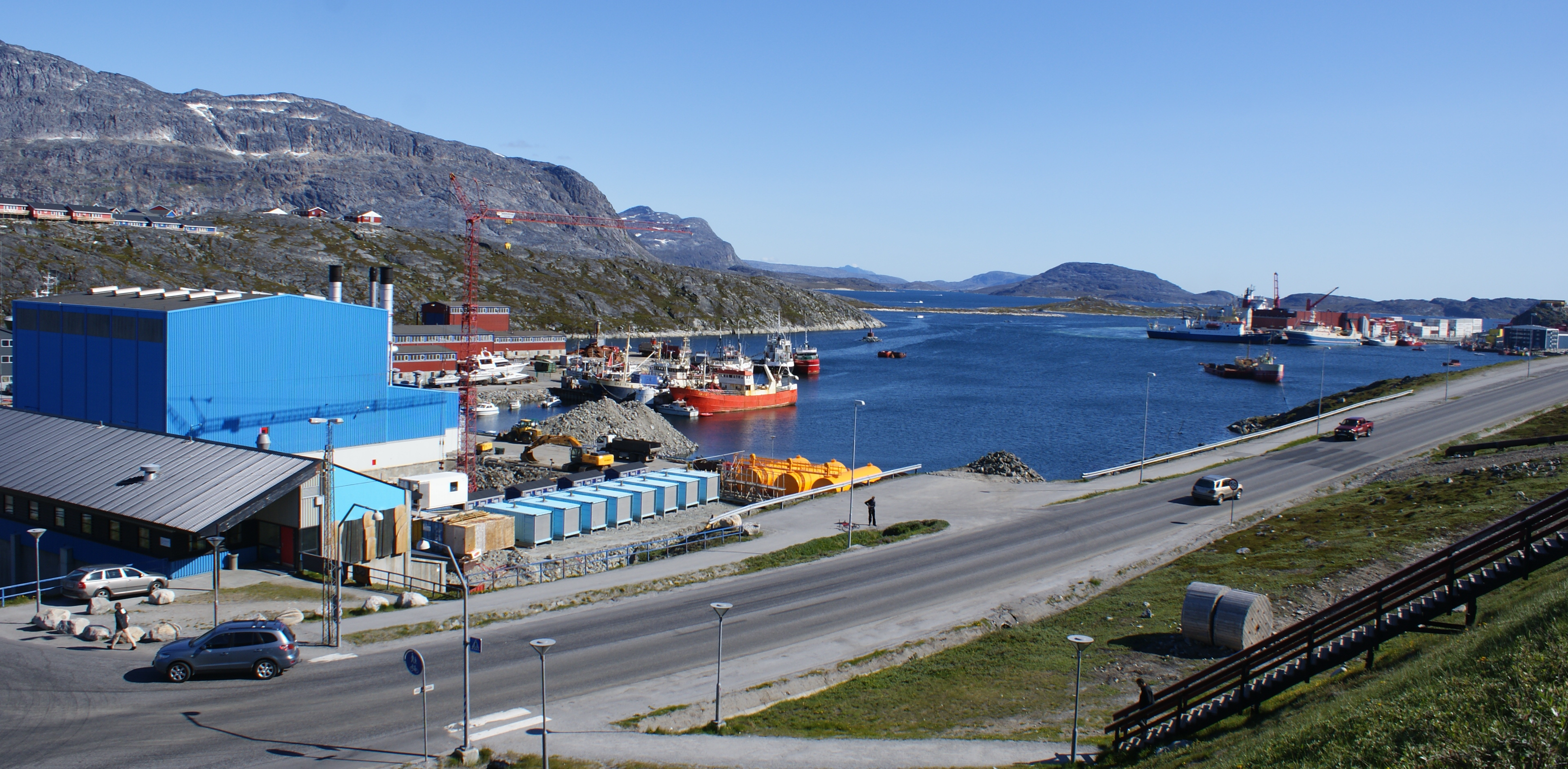
Cảng ở Nuuk

Mặc dù chỉ là một thị trấn nhỏ, Nuuk đã phát triển thương mại, kinh doanh, vận chuyển và các ngành công nghiệp khác. Nó bắt đầu như một khu định cư đánh cá nhỏ với một bến cảng nhưng khi nền kinh tế phát triển nhanh chóng trong những năm 1970 và 1980, ngành công nghiệp đánh bắt cá ở thủ đô đã suy giảm. Cảng vẫn là nhà của gần một nửa đội tàu đánh cá của Greenland. Nhà máy chế biến Hoàng gia Greenland địa phương hấp thụ hải sản lên tới hơn 50 triệu DKK (7 triệu USD) mỗi năm, chủ yếu là tôm (80%) mà còn cả cá tuyết, cá lóc và cá bơn. Hải sản, bao gồm cả hải cẩu, cũng được bán rất nhiều ở các chợ cá của Nuuk, lớn nhất là chợ Kalaaliaraq. Khoáng sản bao gồm kẽm và vàng đã góp phần vào sự phát triển của nền kinh tế Nuuk.
Thành phố, giống như phần lớn Greenland, phụ thuộc nhiều vào đầu tư của Đan Mạch và dựa vào Đan Mạch để tài trợ cho khối.

### Năng lượng
Tất cả điện của Greenland được cung cấp bởi công ty Nukissiorfiit thuộc sở hữu của chính phủ, công ty có độc quyền về điện ở Greenland. Từ năm 1993, Nuuk đã nhận được năng lượng điện chủ yếu từ nhà máy thủy điện Buksefjord bằng đường dây điện 132 kV đi qua vịnh hẹp Ameralik trong khoảng cách 5.376 m (17.638 ft), là đường dây điện dài nhất thế giới.

### Giáo dục

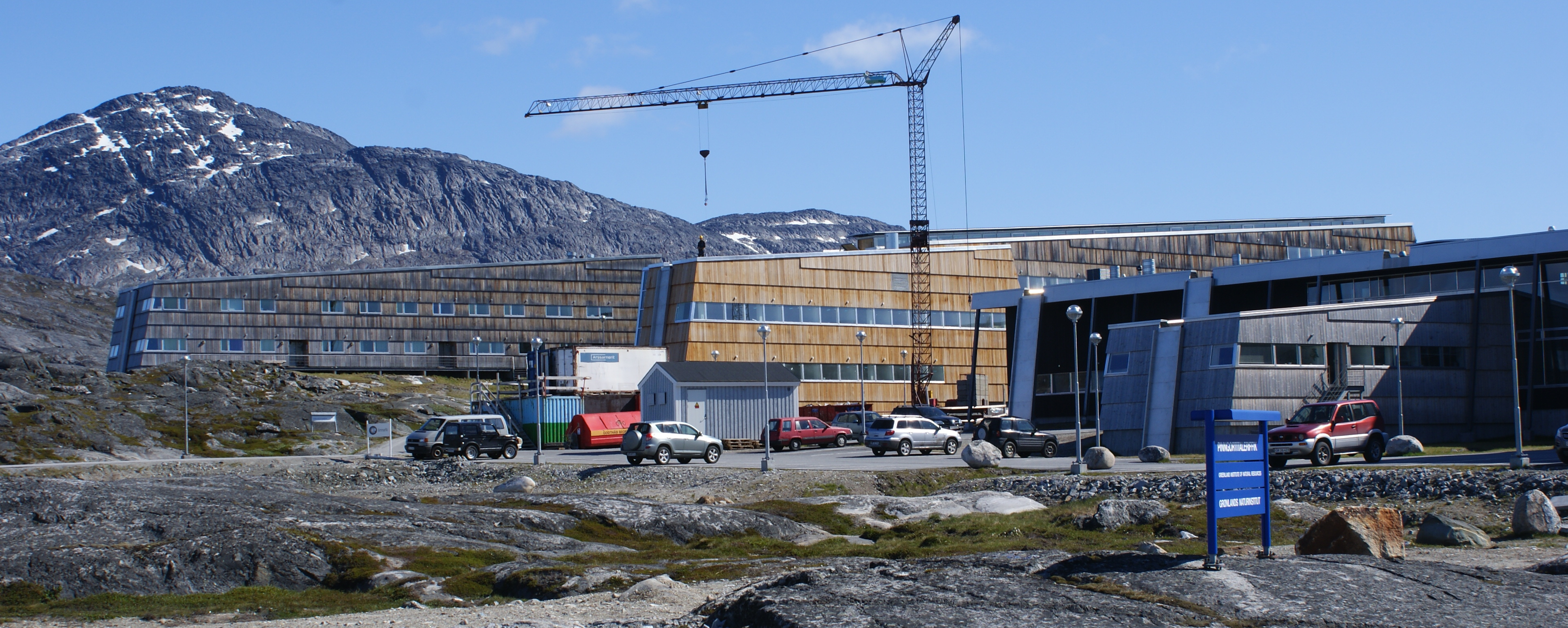
Đại học Greenland

Nuuk có một số tổ chức giáo dục học tập cao hơn. Đại học Greenland (Ilisimatusarfik), trường đại học duy nhất ở Greenland, nằm ở Nuuk. Trường đại học được thành lập vào năm 1987 và mở rộng vào năm 2007 với tòa nhà mới có tên Ilimmarfik, nơi đặt các khoa báo chí, quản lý và kinh tế, ngôn ngữ, văn học và truyền thông, lịch sử văn hóa xã hội, thần học và tôn giáo và công tác xã hội. Nuuk cũng là nhà của Bộ Học tập (Ilinniarfissuaq), cơ sở giáo dục lâu đời nhất ở Greenland, thuộc khu vực thuộc địa cũ của Nuuk (Nuutoqaq: Old Nuuk). Các tổ chức giáo dục đáng chú ý khác bao gồm Khoa Điều dưỡng và Khoa học Sức khỏe, Đại học Kỹ thuật Nuuk và Trường Sắt & Kim loại.

### Chăm sóc sức khỏe
Thành phố được phục vụ bởi Bệnh viện Queen Ingrid. Bệnh viện không chỉ đóng vai trò là bệnh viện chính cho đô thị mà còn là bệnh viện trung tâm ở tất cả Greenland. Bệnh viện có khoảng 130 giường.

### Du lịch
Văn phòng du lịch Nuuk được xây dựng vào năm 1992 để đặt trụ sở của Ủy ban du lịch quốc gia mới của Greenland.

### Mua sắm
Các cửa hàng ở Nuuk cung cấp những đồ lưu niệm nghệ thuật và thủ công địa phương. Vào tháng 7 năm 2012, trung tâm mua sắm đầu tiên của Greenland, Nuuk Center (viết tắt là NC), đã khai trương. Trung tâm có bãi đậu xe ngầm đầu tiên của Greenland. Một số siêu thị tồn tại, chẳng hạn như Nuuk Center, Pisiffik, Brugseni và Spar.

## Giao thông

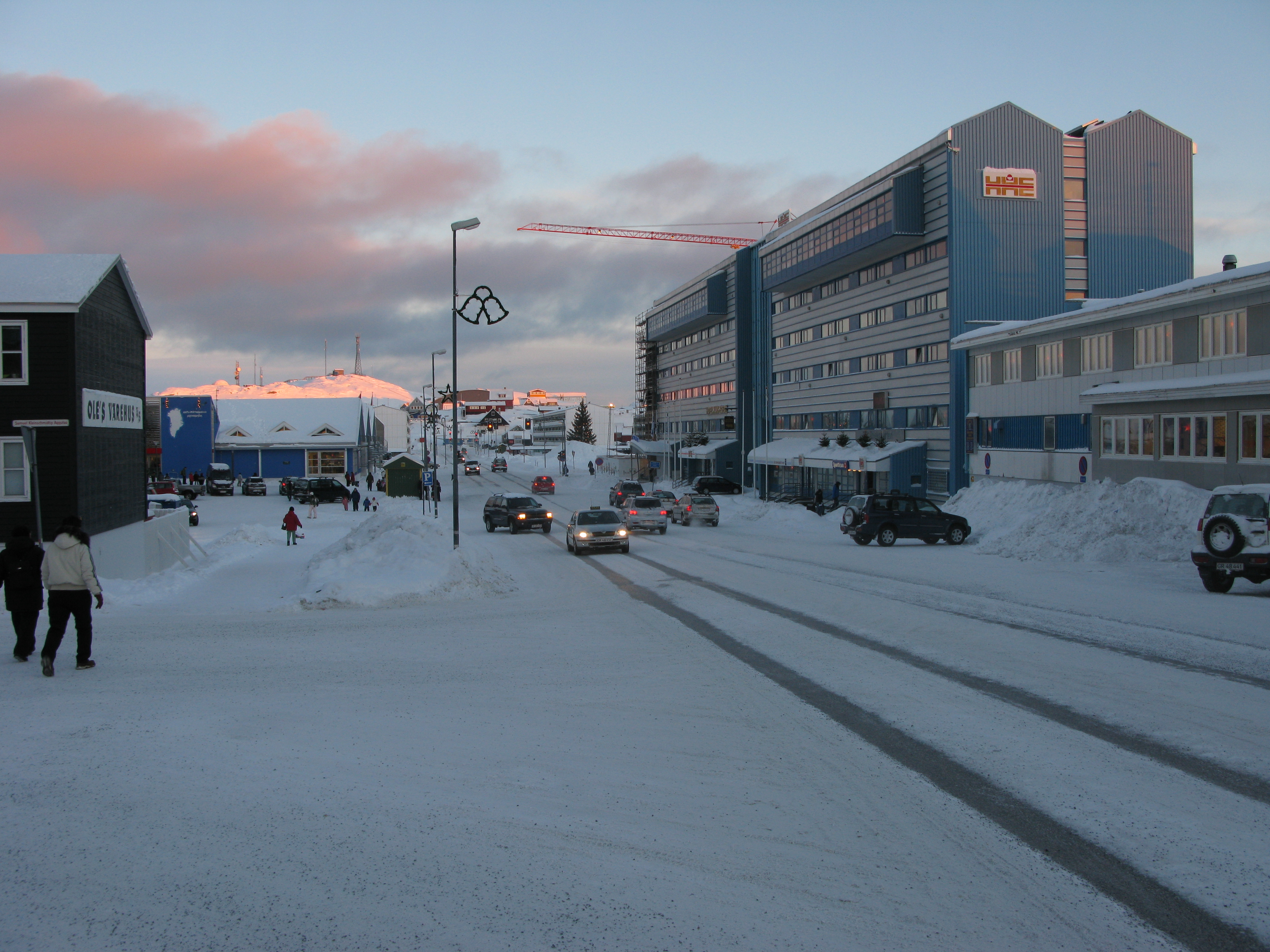
Con đường chính của Nuuk Aqqusinersuaq với khách sạn Hans Egede ở bên phải

### Đường hàng không
Nuuk có sân bay quốc tế Nuuk cách rung tâm thị trấn 4 km (2,5 mi) về phía đông bắc. Được xây dựng vào năm 1979, đây là trung tâm của hãng hàng không Air Greenland, cũng có trụ sở tại Nuuk, và vận hành cơ sở kỹ thuật của nó tại sân bay. Có những chuyến bay bên trong lãnh thổ Greenland và đến Iceland. Một quyết định đã được đưa ra để mở rộng đường băng cho phép các chuyến bay đến các điểm đến ở châu Âu như Đan Mạch.

### Đường thủy
Do chi phí cao của hàng hóa bay đến Greenland, Nuuk và các thị trấn khác ở Greenland được kết nối với Đan Mạch bằng các tàu chở hàng chủ yếu từ Aalborg trong những tháng ấm hơn sau khi băng mùa đông tan. Họ mang theo quần áo, bột mì, thuốc, gỗ và máy móc và trở về với tôm và cá đông lạnh. Trong phần lớn thời gian của năm, Nuuk được phục vụ hai lần một tuần bởi phà ven biển của Tuyến Bắc Cực Umiaq nối liền các cộng đồng của bờ biển phía tây.

### Đường bộ
Phần lớn xe buýt và xe hơi thuộc sở hữu của Greenland hoạt động ở Nuuk. Không có con đường nào nối Nuuk với các khu vực khác của Greenland. Con đường chính ở Nuuk là Aqqusinersuaq, với một số cửa hàng và khách sạn Hans Egede gồm 140 phòng.
Từ năm 2009, dịch vụ xe buýt thành phố Nuup Bussii cung cấp dịch vụ vận chuyển thành phố ở Nuuk cho đô thị Sermersooq, nối trung tâm thị trấn với sân bay, các quận và vùng lân cận của Nuussuaq, Qinngorput, cũng như Qernertunnguit ở Quassussup Tungaa. Năm 2012, xe buýt đã vận chuyển hơn 2 triệu hành khách quanh thành phố Nuuk.

## Cảnh quan thành phố

### Di tích lịch sử

#### Nhà của Hans Egede
Ngôi nhà của Hans Egede, được xây dựng vào năm 1721 bởi nhà truyền giáo người Đan Mạch Hans Egede, là tòa nhà cổ nhất ở Greenland. Tọa lạc gần bến cảng giữa những ngôi nhà cổ khác, giờ đây nó được sử dụng cho các buổi tiếp khách của chính phủ.

#### Nhà thờ Nuuk

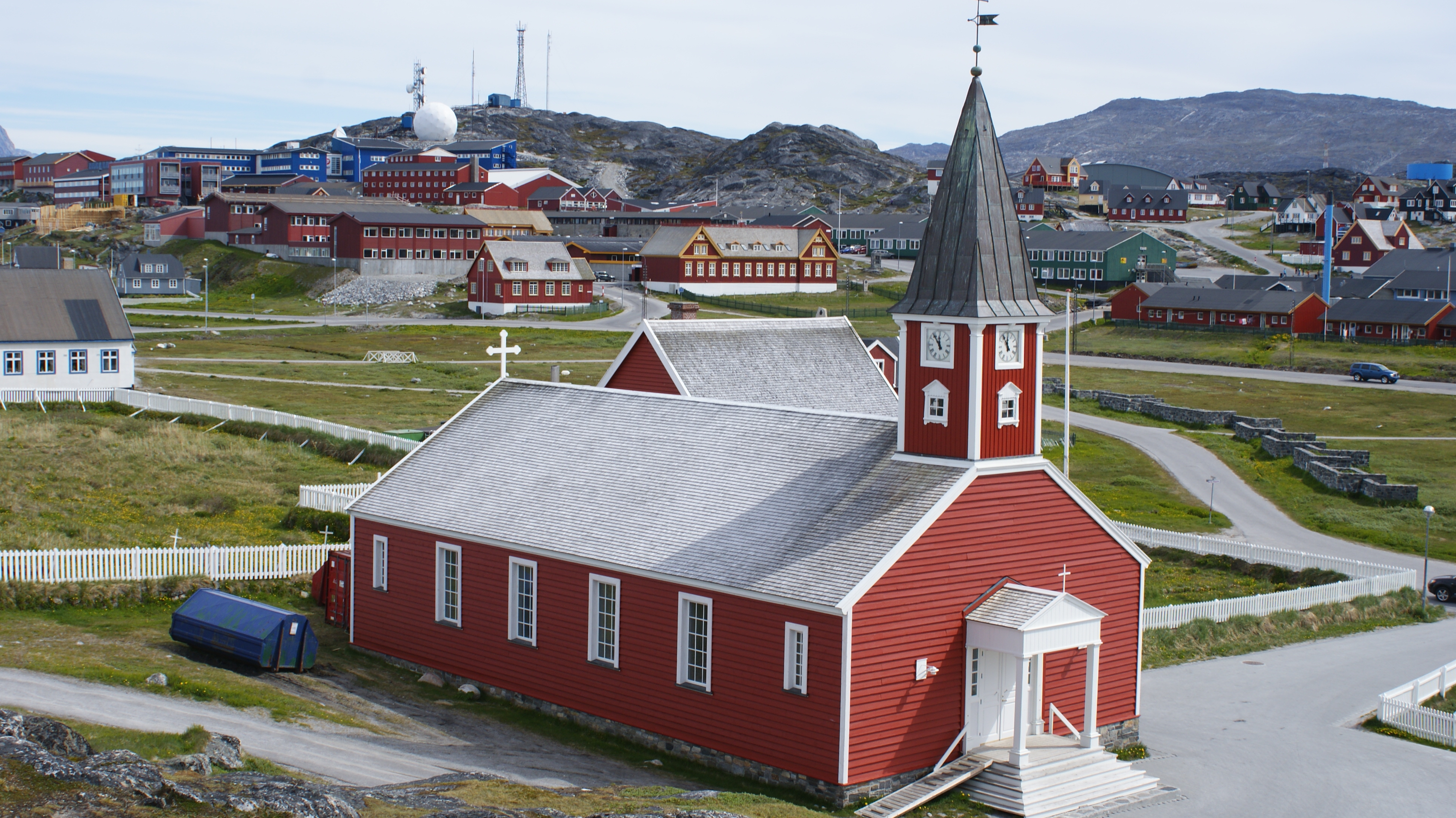
Nhà thờ Nuuk

Nhà thờ Cứu Chúa của giáo phận Lutheran Greenland được xây dựng vào năm 1849 và tòa tháp được thêm vào năm 1884. Tòa nhà màu đỏ với tháp đồng hồ và gác chuông là một địa điểm nổi bật trên phong cảnh. Nhà thờ đã nhận được vị thế của Nhà thờ Nuuk vào năm 1994 khi vị giám mục đầu tiên là Kristian Mørk, tiếp theo vào năm 1995 bởi Sofie Petersen, một người gốc Greenland và là người phụ nữ thứ hai ở Đan Mạch trở thành giám mục.
Nhà Herrnhut là trung tâm của nhiệm vụ Moravian của New Herrnhut. Các địa danh khác bao gồm Nhà thờ Hans Egede và Tượng Hans Egede.

#### Bảo tàng Quốc gia
Bảo tàng quốc gia Greenland ở Nuuk và là một trong những bảo tàng đầu tiên được thành lập ở Greenland, được khánh thành vào giữa những năm 1960. Bảo tàng có nhiều hiện vật và triển lãm liên quan đến khảo cổ học, lịch sử, nghệ thuật và thủ công mỹ nghệ, và chứa các xác ướp Qilakitsoq.

### Văn hóa

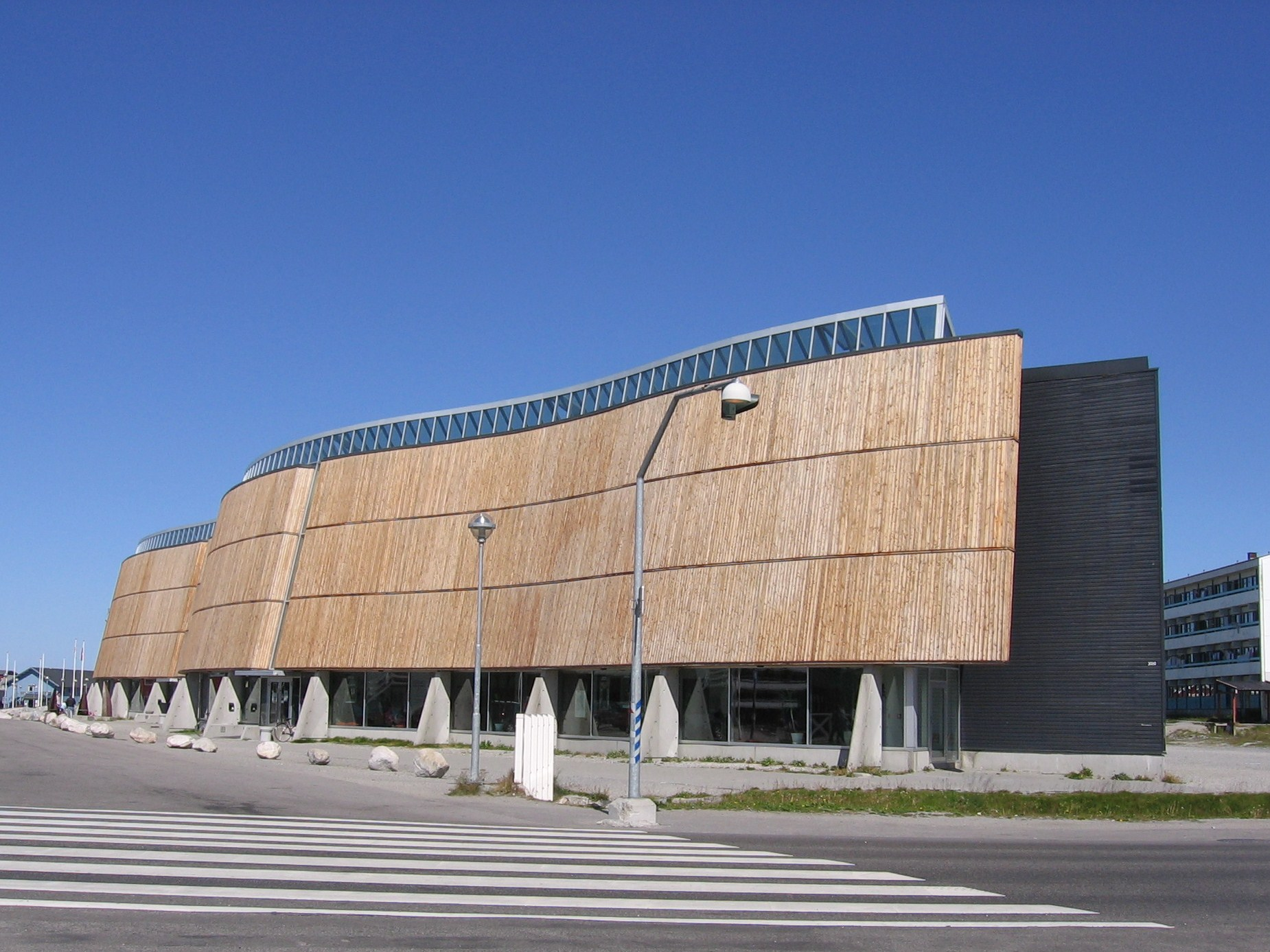
Katuaq

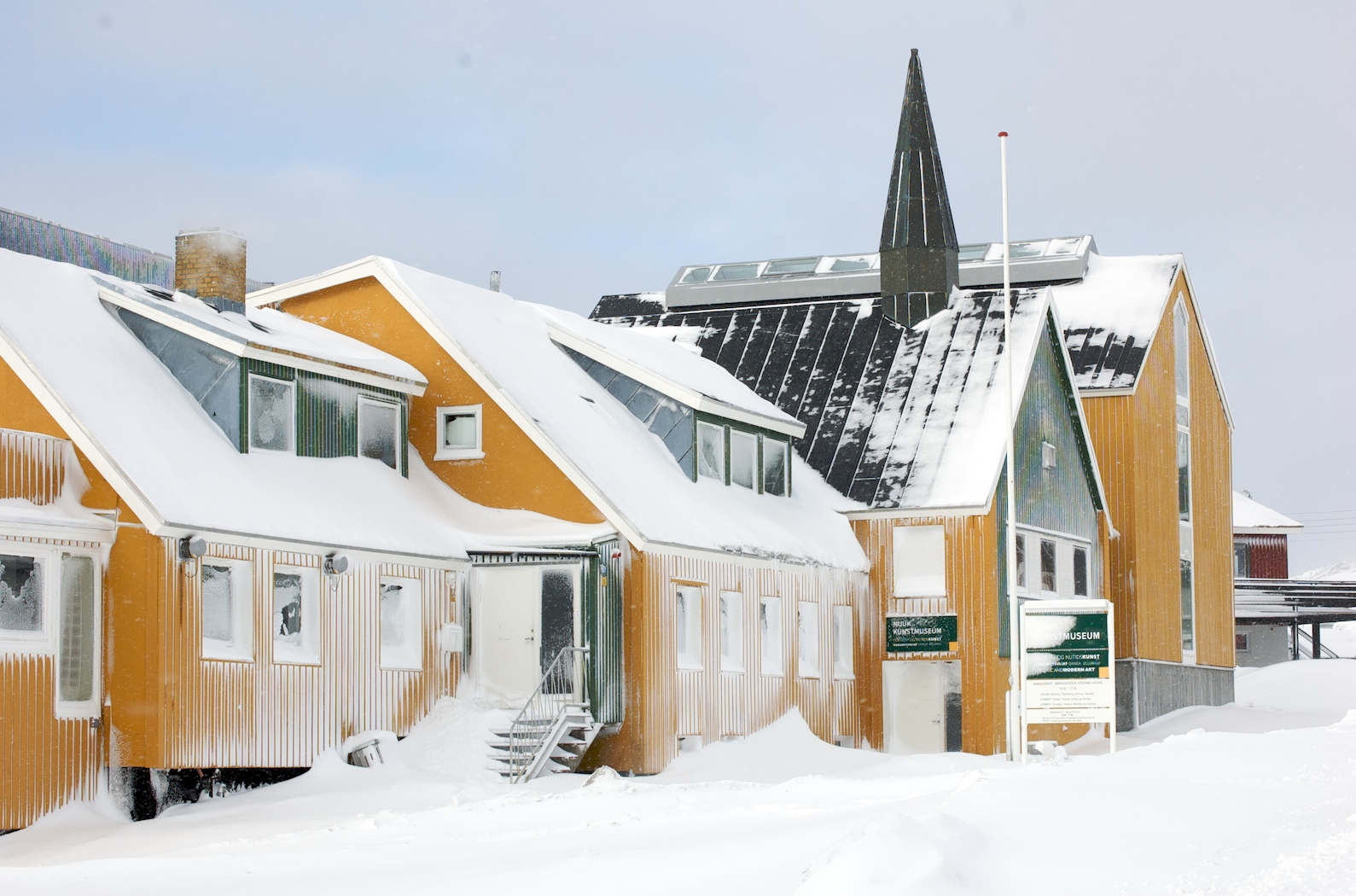
Bảo tàng Nghệ thuật Nuuk

Katuaq là một trung tâm văn hóa được sử dụng cho các buổi hòa nhạc, phim ảnh, triển lãm nghệ thuật và hội nghị. Nó được thiết kế bởi Schmidt Hammer Lassen và khánh thành vào ngày 15 tháng 2 năm 1997. Katuaq có hai phòng, với sức chứa lớn hơn 1.008 người và nhỏ hơn, 508. Khu phức hợp cũng có trường nghệ thuật, thư viện, phòng họp, văn phòng hành chính và quán cà phê.
Bảo tàng Nghệ thuật Nuuk là bảo tàng nghệ thuật và thủ công tư nhân duy nhất ở Greenland. Bảo tàng chứa một bộ sưu tập đáng chú ý gồm các bức tranh địa phương, màu nước, hình vẽ và đồ họa, một số của Andy Warhol; và các số liệu bằng đá xà phòng, ngà voi và gỗ, với nhiều vật phẩm được thu thập bởi các nhà khảo cổ.

### Giáo dục
Ilisimatusarfik, Đại học Greenland, ở Nuuk và là trường đại học quốc gia của Greenland. Hầu hết các khóa học được dạy bằng tiếng Đan Mạch, mặc dù một số ít dạy bằng tiếng Kalaallisut. Tính đến năm 2007, trường đại học có khoảng 150 sinh viên (gần như toàn bộ là người Greenland), khoảng 14 nhân viên học tập và năm quản trị viên. Thư viện của nó chứa khoảng 30.000 sách.
Thư viện Quốc gia Greenland ở Nuuk là thư viện tham khảo lớn nhất trong cả nước, dành cho việc bảo tồn di sản văn hóa và lịch sử của Greenland. Các tổ chức thư viện được phân chia giữa thư viện công cộng ở trung tâm thị trấn và Ilimmarfik, khuôn viên của Đại học Greenland. Tính đến ngày 1 tháng 1 năm 2008, có 83.324 mục trong cơ sở dữ liệu thư viện tại Ilimmarfik

### Thể thao

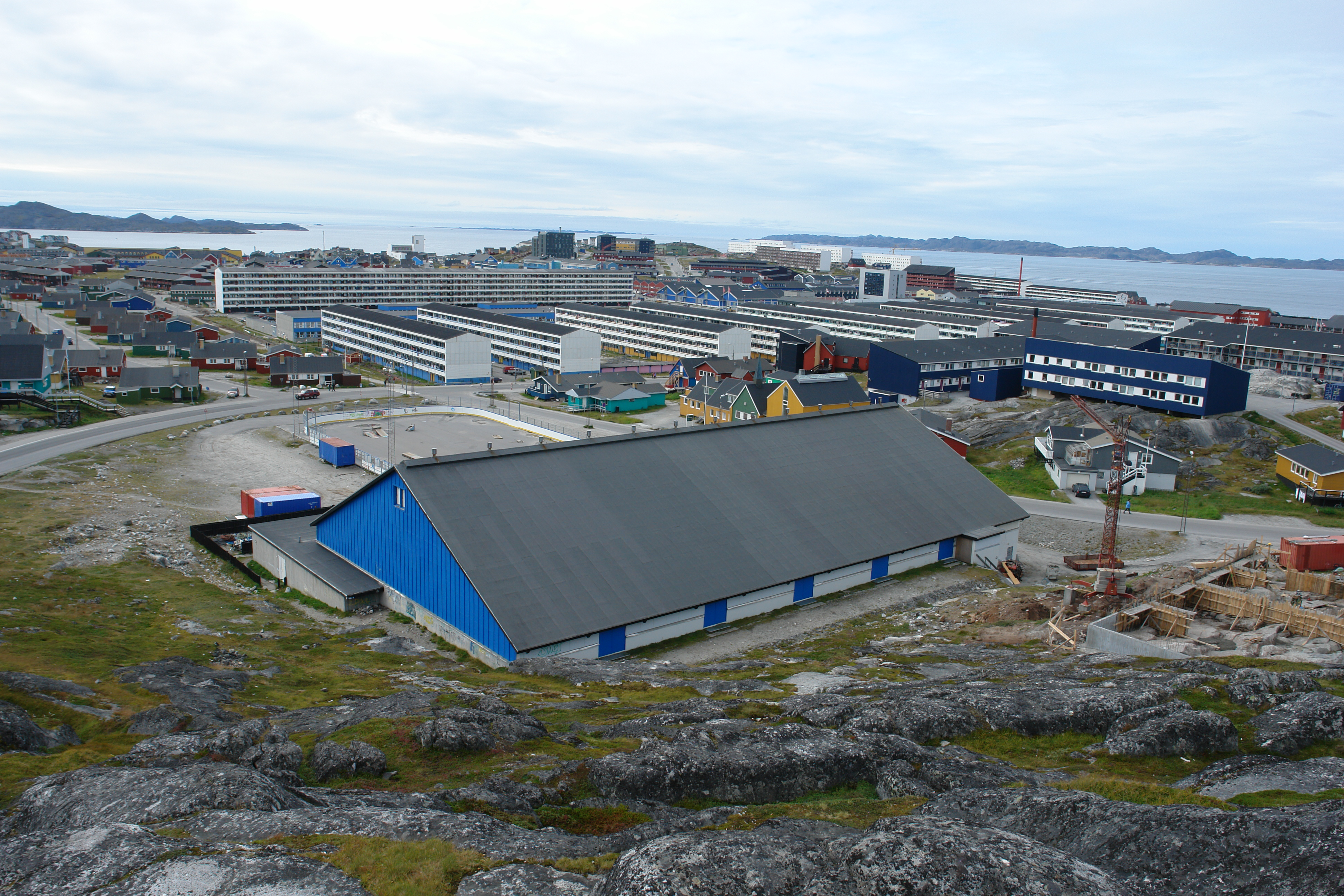
Sân vận động bóng ném Godthåbhallen

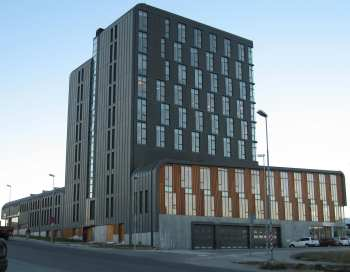
Teletårnet, Nuuk

Các câu lạc bộ thể thao của Nuuk bao gồm Nuuk IL (được thành lập năm 1934), B-67 và GSS Nuuk. Sân vận động Nuuk là một sân vận động đa năng, được sử dụng chủ yếu cho các trận bóng đá. Sân vận động có sức chứa 2.000 khán giả. Sân vận động cũng có thể được sử dụng như một địa điểm giải trí: ban nhạc rock Scotland Nazareth biểu diễn tại địa điểm này. Nuuk cũng có Godthåbhallen, một sân vận động bóng ném. Đây là ngôi nhà của đội bóng ném quốc gia Greenland và có sức chứa 1.000. Có một ngọn đồi để trượt tuyết trên núi cao với độ cao chênh lệch khoảng 300 mét trên ngọn núi Lille Malene, với trạm thung lũng gần nhà ga sân bay. Ngoài ra còn có sân golf Nuuk, sân thể thao nằm ở cực bắc thế giới.

## Các thành phố kết nghĩa

Cái nhìn toàn cảnh Nuuk trong tháng 10

- Cuxhaven (Đức)
- Aalborg (Đan Mạch)
- Vantaa (Phần Lan)
- Tiverton, Rhode Island, (Hoa Kỳ)
- Barrow, Alaska (Hoa Kỳ)
- Askim (Na Uy)
- Trường Xuân (Trung Quốc)
- Hudding (Thụy Điển)
- Pangnurtung, Nunavut (Canada)